# Otimização de Política Proximal
Otimização de Política Proximal (em inglês Proximal Policy Optimization (PPO)) é uma família de algoritmos de aprendizado por reforço sem modelo desenvolvido na OpenAI em 2017. Os algoritmos PPO são métodos de gradiente de política, o que significa que eles pesquisam o espaço de políticas em vez de atribuir valores a pares de estado-ação.
Os algoritmos PPO têm alguns dos benefícios dos algoritmos de otimização de política de região confiável (TRPO), mas são mais simples de implementar, mais gerais e têm uma complexidade de amostra melhor. Isso é feito usando uma função objetivo diferente.